# Matrika
Matríka je v matematiki pravokotna razpredelnica števil ali v splošnem elementov kolobarskih algebrskih struktur. V tem članku so elementi matrike realna ali kompleksna števila, če ni drugače rečeno.
Matrike so uporabne za zapis podatkov, ki so odvisni od dveh kategorij, in za proučevanje koeficientov sistemov linearnih enačb in linearnih transformacij.
Za razvoj in uporabo matrik glej teorija matrik.

## Definicije in zapisi
Vodoravne črte v matriki so vrstice, navpične pa stolpci. Matrika z m vrsticami in n stolpci se imenuje m×n matrika in sta m in n  njeni razsežnosti.
Element matrike A, ki leži v i-ti vrstici in j-tem stolpcu (kjer vrstice in stolpce navadno štejemo od 1 naprej) se imenuje element na poziciji  i,j, oziroma (i,j)-ti element A. To zapišemo kot A[i,j] ali Ai,j, oziroma v C-jevskem zapisu, A[i][j].
Matriko razsežnosti m × n dostikrat definiramo s predpisom {\displaystyle A:=(a_{i,j})_{m\times n}}, ki določa, da je element matrike A[i,j] enak aij za vse 1 ≤ i ≤ m in 1 ≤ j ≤ n.

### Zgled
Matrika
{\displaystyle {\begin{bmatrix}1&2&3\\1&2&7\\4&9&2\\6&1&5\end{bmatrix}}}
je 4×3 matrika. Element A[2,3] ali a2,3 je 7.

## Seštevanje in množenje matrik

### Vsota
Če sta dani dve m×n matriki A in B, lahko določimo njuno vsoto A + B kot m×n matriko, ki jo izračunamo s seštevanjem istoležnih elementov, t. j.
(A + B)[i, j] = A[i, j] + B[i, j]. Na primer
{\displaystyle {\begin{bmatrix}1&3&2\\1&0&0\\1&2&2\end{bmatrix}}+{\begin{bmatrix}0&0&5\\7&5&0\\2&1&1\end{bmatrix}}={\begin{bmatrix}1+0&3+0&2+5\\1+7&0+5&0+0\\1+2&2+1&2+1\end{bmatrix}}={\begin{bmatrix}1&3&7\\8&5&0\\3&3&3\end{bmatrix}}}
Vsote matrik ne smemo zamešati z direktno vsoto.

### Množenje s skalarjem
Če sta dana matrika A in število c, lahko določimo zmnožek (produkt) s skalarjem cA z
(cA)[i, j] = cA[i, j].
Na primer
{\displaystyle 2{\begin{bmatrix}1&8&-3\\4&-2&5\end{bmatrix}}={\begin{bmatrix}2\times 1&2\times 8&2\times -3\\2\times 4&2\times -2&2\times 5\end{bmatrix}}={\begin{bmatrix}2&16&-6\\8&-4&10\end{bmatrix}}}
Ti dve operaciji pretvorita množico M(m, n, R) vseh m×n matrik z realnimi elementi v realni vektorski prostor z razsežnostjo mn.

### Matrični produkt
Glavni članek: matrično množenje
Množenje dveh matrik je izvedljivo le, če je število stolpcev prve matrike enako številu vrstic druge matrike. Če je A matrika razsežnosti m-krat-n, (m vrstic, n stolpcev) in je B matrika razsežnosti n-krat-p (n vrstic, p stolpcev), potem je njun produkt AB matrika razsežnosti m-krat-p (m vrstic, p stolpcev) definiran kot:
(AB)[i, j] = A[i, 1] * B[1, j] + A[i, 2] * B[2, j] + ... + A[i, n] * B[n, j] za vsak par i in j.
Primer
{\displaystyle {\begin{bmatrix}1&0&2\\-1&3&1\\\end{bmatrix}}\times {\begin{bmatrix}3&1\\2&1\\1&0\end{bmatrix}}={\begin{bmatrix}(1\times 3+0\times 2+2\times 1)&(1\times 1+0\times 1+2\times 0)\\(-1\times 3+3\times 2+1\times 1)&(-1\times 1+3\times 1+1\times 0)\\\end{bmatrix}}={\begin{bmatrix}5&1\\4&2\\\end{bmatrix}}}
Matrično množenje ima naslednje lastnosti:
- (AB)C = A(BC) za vse k-krat-m matrike A, m-krat-n matrike B in n-krat-p matrike C ("asociativnost").
- (A + B)C = AC + BC za vse m-krat-n matrike A in B in n-krat-k matrike C ("distributivnost").
- C(A + B) = CA + CB za vse m-krat-n matrike A in B in k-krat-m matrike C ("distributivnost").

Pomembno se je zavedati, da komutativnost množenja ne velja: pogosto je AB ≠ BA.
Rečemo, da matriki komutirata, kadar je AB=BA. Lahko se zgodi tudi, da je AB = -BA: takrat pravimo, da matriki antikomutirata.

## Linearne transformacije, rangi in transponiranje
Matrike lahko enostavno predstavljajo linearne preslikave, ker matrično množenje lepo ustreza kompozitumu preslikav, kot bomo videli.
Tu in v nadaljevanju označimo z Rn  množico "vrstic" oz. n-krat-1 matrikam. Za vsako linearno preslikavo f : Rn -> Rm obstaja enolična m-krat-n matrika A tako da je f(x) = Ax za vse x v Rn.
Rečemo, da matrika A predstavlja linearno preslikavo f. Če k-krat-m matrika B predstavlja še eno linearno preslikavo g : Rm -> Rk, potem linearno preslikavo g o f predstavlja BA. To sledi iz zgoraj omenjene asociativnosti matričnega množenja.
Rang matrike A je razsežnost slike linearne preslikave, ki jo predstavlja A. Ta je enaka kot razsežnost prostora, ki jo tvorijo vrstice matrike A in enaka kot razsežnost, ki jo tvorijo stolpci matrike A.
Transponiranka m-krat-n matrike A je n-krat-m matrika Atr (ponekod se zapiše tudi kot AT ali tA), ki jo dobimo tako, da vrstice obrnemo v stolpce in stolpce v vrstice, se pravi Atr[i, j] = A[j, i] za vse indekse i in j. Če matrika A glede na dani bazi predstavlja določeno linearno preslikavo, matrika Atr predstavlja njeno dualno preslikavo glede na ustrezni dualni bazi.
Velja tudi:
(A + B)tr = Atr + Btr
(AB)tr = Btr * Atr

## Kvadratne matrike in sorodne definicije
Kvadratna matrika je matrika, ki ima enako število stolpcev in vrstic. Množica vseh kvadratnih n-krat-n matrik skupaj z operacijo seštevanja in množenja je kolobar. Če upoštevamo še množenje s skalarjem, je algebra. Razen če je n = 1, ta kolobar ni komutativen.
M(n, R), kolobar realnih kvadratnih matrik, je realna unitalna asociativna algebra. M(n, C), kolobar kompleksnih kvadratnih matrik, je kompleksna unitalna  asociativna algebra.
Enotska matrika ali identična matrika In, katere elementi na glavni diagonali imajo vrednost 1, vsi ostali pa 0, zadošča MIn=M in InN=N za katerokoli m-krat-n matriko M in n-krat-k matriko N.
Na primer, če je n = 3:
{\displaystyle I_{3}={\begin{bmatrix}1&0&0\\0&1&0\\0&0&1\end{bmatrix}}}
Identična matrika je enota (nevtralni element) za množenje v kolobarju oz. algebri kvadratnih matrik.
Obrnljivi elementi v tem kolobarju (algebri) se imenujejo obrnljive matrike ali nesingularne matrike. Matrika A reda n krat n je torej obrnljiva, če obstaja matrika B, za katero velja AB=BA=In.
V tem primeru je B inverzna matrika matrike A, ki jo označimo z A−1.
Množica vseh obrnljivih matrik reda n-krat-n tvori grupo  za množenje matrik, splošno linearno grupo.
Če je λ število in v tak neničelen vektor, da velja Av = λv, pravimo, da je v lastni vektor matrike A in λ lastna vrednost.
Število λ je lastna vrednost matrike A natanko takrat, ko A−λIn ni obrnljiva, kar se zgodi natanko takrat, ko je pA(λ) = 0 in je pA(x)  karakteristični polinom matrike A. Karakteristični polinom n-krat-n matrike A  je polinom stopnje n in ima torej n kompleksnih ničel (vključno z večkratnimi ničlami). V tem pogledu ima vsaka kvadratna matrika n kompleksnih lastnih vrednosti.
Determinanta kvadratne matrike A je produkt njenih n (morda kompleksnih) lastnih vrednosti, lahko pa jo definiramo tudi po Leibnizevi formuli. Matrika je obrnljiva natanko tedaj, ko je njena determinanta neničelna.
Algoritem Gauss-Jordanove eliminacije je zelo pomemben: lahko ga uporabimo za računanje determinant, rangov in inverzov matrik ter za reševanje sistemov linearnih enačb.
Sled kvadratne matrike je vsota vseh  njenih diagonalnih vrednosti, ki je hkrati enaka vsoti njenih n lastnih vrednosti, štetih z večkratnostjo.

## Posebne vrste matrik
V mnogih področjih matematike nastopajo matrike z določenimi posebnimi lastnostmi. Nekaj pomembnih zgledov:
- Simetrične matrike so tiste, pri katerih so si elementi, simetrični glede na glavno diagonalo (iz zgornje leve proti spodnji desni), enaki, torej zanje velja: ai,j=aj,i.
- Hermitske matrike (ali sebiadjungirane) so tiste, pri katerih so si elementi, simetrični glede na glavno diagonalo, konjugirano kompleksni, torej zanje velja: ai,j=a*j,i, kjer znak '*' označuje kompleksno konjugacijo.
- Ortogonalne matrike so tiste realne kvadratne matrike Q, za katere velja QtrQ=QQtr=In.
- Unitarne matrike so kompleksne kvadratne matrike U, za katere je izpolnjeno  U*U=UU*= In.
- Toeplitzove matrike imajo enake elemente na svojih diagonalah, torej velja: ai,j=ai+1,j+1.
- Stohastične matrike so matrike, katerih vrstice so verjetnostni vektorji. Kvadratne stohastične matrike določajo markovske verige na končno mnogo stanjih.

Za obširnejši seznam glej seznam vrst matrik.

## Zgodovina
Raziskovanje matrik je dokaj staro. Latinske kvadrate in magične kvadrate so raziskovali že v predzgodovinskih časih.
Matrike že dolgo uporabljamo pri reševanju sistemov linearnih enačb. Gottfried Wilhelm Leibniz, eden od utemeljiteljev diferencialnega računa, je razvil teorijo determinat leta 1693. Gabriel Cramer je teorijo razvil naprej in leta 1750 vpeljal Cramerjevo pravilo. Carl Friedrich Gauss in Wilhelm Jordan sta razvila Gauss-Jordanovo eliminacijsko metodo v začetku 19. stoletja.
Izraz »matrika« je prvi skoval leta 1848 James Joseph Sylvester. Cayley, Hamilton, Grassmann, Frobenius in von Neumann so veliko raziskovali matrike in njihovo teorijo.